# Nika Fleiss
Nika Fleiss, född 14 december 1984, kroatisk före detta alpin skidåkare. Nika Fleiss tävlade i alpina världscupen i disciplinerna slalom och storslalom. Fleiss bästa placering i världscupen är en 6:e plats i slalom.
Fleiss deltog i olympiska vinterspelen 2002, 2006 och 2010.